# Barrio Cruz de la Misión
Barrio Cruz de la Misión är en ort i Mexiko, tillhörande kommunen Calimaya i delstaten Mexiko, i den centrala delen av landet. Orten hade 199 invånare vid folkräkningen 2010.